# Terrell Myers
Terrell Myers (New Haven, 28 agosto 1974) è un ex cestista e allenatore di pallacanestro statunitense naturalizzato britannico, professionista in Gran Bretagna e in Spagna.